# Peter Bell (Kunsthistoriker)
Peter Bell (* 5. November 1977 in Dernbach (Westerwald)) ist ein deutscher Kunsthistoriker. Seine Forschungsschwerpunkte sind digitale Kunstgeschichte, Kunst und Computer Vision sowie die Bildkünste des Spätmittelalters und der Frühen Neuzeit, insbesondere Repräsentationen von Fremdheit und Alterität.

## Werdegang
Nach einer Steinmetzlehre studierte Peter Bell Kunstgeschichte, Betriebswirtschaftslehre und Graphik & Malerei an der Philipps-Universität Marburg, 2011 wurde er dort in Kunstgeschichte promoviert. Die Dissertation zu Repräsentationen der Griechen in der italienischen Kunst erarbeitete er als wissenschaftlicher Mitarbeiter am Sonderforschungsbereich 600 „Fremdheit und Armut“ der Universität Trier.
Nach der Promotion forschte er an der Universität Heidelberg im Interdisciplinary Center for Scientific Computing (IWR) sowie als WIN-Kollegiat und Forschungsgruppenleiter an der Heidelberger Akademie der Wissenschaften. Von 2017 bis 2021 war er Juniorprofessor für Digital Humanities mit Schwerpunkt Kunstgeschichte an der Universität Erlangen und Gründungsmitglied des Departments Digital Humanities and Social Sciences. Er war Mitglied im DFG-Schwerpunktprogramm Das digitale Bild und Sprecher im Arbeitskreis digitale Kunstgeschichte.
2021 wurde er als Professor an das Kunstgeschichtliche Institut der Philipps-Universität Marburg berufen, an der er Kunstgeschichte und Digital Humanities lehrt.

## Publikationen (Auswahl)
- Arbeitskreis visuelle und sprachliche Repräsentationen von Fremdheit und Armut (Hrsg.): Die andere Familie. Repräsentationskritische Analysen von der Frühen Neuzeit bis zur Gegenwart. Lang, Frankfurt am Main 2010, ISBN 978-3-631-61247-7.
- Peter Bell: Getrennte Brüder und antike Ahnen. Repräsentationen der Griechen in der italienischen Kunst zur Zeit der Kirchenunion (1438–1472). Marburg 2011, DNB 1080299130 (uni-marburg.de).
- Peter Bell, Antje Fehrmann, Rebecca Müller, Dominic Olariu (Hrsg.): Maraviglia: Rezeptionsgeschichte(n) von der Antike bis in die Moderne: Festschrift für Ingo Herklotz. Böhlau Verlag, Wien/Köln 2022, ISBN 978-3-412-52237-7.
- Peter Bell, Dirk Suckow, Gerhard Wolf (Hrsg.): Fremde in der Stadt. Ordnungen, Repräsentationen und soziale Praktiken (13.–15. Jahrhundert). Frankfurt am Main 2013.
- Piotr Kuroczyński, Peter Bell, Lisa Dieckmann (Hrsg.): Computing Art Reader. Einführung in die digitale Kunstgeschichte (= Computing in Art and Architecture. Band 1). arthistoricum.net, Heidelberg 2018, ISBN 978-3-947449-15-6.